# 장국희
장국희(2000년 2월 24일~)는 대한민국의  사격 선수로 주 종목은 트랩과 스키트이다.

## 경력
서서울생활과학고등학교 1학년 때 사격을 시작했다. 2018년에 대한민국 주니어 국가대표로 발탁되어 창원에서 열린 2018년 세계 선수권 대회 주니어부에 참가했다. 그녀는 여자 트랩 개인전에서 28위에 올랐으며 정락훈과 함께 참가한 혼성전에서는 18위, 김보경, 김하늘과 출전한 단체전에서는 7위를 기록했다. 이즘해인 2019년 11월에는 카타르 도하에서 열린 2019년 아시아 선수권 대회 주니어부에 참가하여 트랩 6위에 올랐다.
2022년에 대한민국 국가대표 선수가 되었고 그 해 9월 크로아티아 오시예크에서 열린 세계 산탄총 선수권 대회에 참가하여 스키트 종목 46위를 기록했다. 2023년 10월에는 중국 항저우에서 열린 2022년 아시안 게임에 참가했으며 스키트 예선 14위에 올랐다.